# Marcillé-Raoul
Marcillé-Raoul is een gemeente in het Franse departement Ille-et-Vilaine (regio Bretagne) en telt 660 inwoners (1999). De plaats maakt deel uit van het arrondissement Fougères-Vitré.

## Geografie
De oppervlakte van Marcillé-Raoul bedraagt 22,8 km², de bevolkingsdichtheid is 28,9 inwoners per km².
De onderstaande kaart toont de ligging van Marcillé-Raoul met de belangrijkste infrastructuur en aangrenzende gemeenten.

## Demografie
Onderstaande figuur toont het verloop van het inwonertal (bron: INSEE-tellingen).

1. ↑  Populations de référence 2022.